# Empfindsamer Stil
Az Empfindsamer Stil egy zenei irányzat, amelyik az 1730-as évek Németországában keletkezett. Célja az „igazi és természetes” érzések kifejezése volt
Főbb ismertetőjelei:
- lombardiai ritmusok
- előkép
- sóhajmelódiák

Főbb művelői:
- Wilhelm Friedemann Bach
- Carl Philipp Emanuel Bach
- Johann Joachim Quantz